# Sør-Odal
Sør-Odal è un comune norvegese della contea di Innlandet.